# Можарский район
Можарский район — территориально-административная единица РСФСР, существовавшая с 1935 по 1959 год.
Можарский район был образован 21 февраля 1935 года в составе Московской области.
В состав района вошли следующие сельсоветы:
- из Сапожковского района: Больше-Можарский, Васинский, Глинский, Ключевский, Красненский, Красноуглянский, Максимовский, Мало-Можарский, Морозово-Боярский, Собчаковский, Унгорский, Ширинский
- из Сараевского района: Белореченский, Дубовский, Красивский, Ламинский, Островский
- из Шацкого района: Александровский, Апушкинский, Ветренский, Мельницкий, Никитино-Полянский, Ольховский, Покровский, Федосовский.

26 сентября 1937 года Можарский район был передан в Рязанскую область.
В 1959 году Можарский район был упразднён, а его территория разделена между Сапожковским, Сараевским и Шацким районами.